# Radio Data System
 For alternative betydninger, se RDS.
Radio Data System (RDS) er et system til at sende kort digital information i radiofoni. Den mest almindelige brug er visning af radiostationens navn i displayet på moderne radiomodtagere.
RDS-systemet gør det muligt for en bilradio at følge en radiokanal, når man kører til et område som dækkes af en anden sender. RDS kan også lade en radiostation klassificere de udsendte programmer, så lytteren kan lede efter et ønsket program og lade radioen finde det automatisk.
Andre anvendelsesområdet for RDS er eller har været DGPS og trafikinformation via Traffic Message Channel (TMC) samt personsøgning (MBS), som senere er blevet flyttet til egne frekvenser.
De fleste europæiske FM-sendere i dag, sender også digital information via RDS. I RDS-informationen findes bl.a. klokken og senderidentifikation.

## Programtyper
Følgende informationsfelter er normalt indeholdt i RDS-dataene:
- AF, alternative frekvenser.
- CT, Clock Time, Tid og dato.
- EON, Enhanched Other Networks.
- PS Program Service (stationens navn).
- PTY, programtype.
- REG, regionale links.
- RT, Radio Text, radiotekst.
- TA, TP, Travel Announcements
- TMC, Traffic Message Channel. Kræver en RDS-TMC dekoder.

### Teknisk RDS-TMC
- 2.4 RDS-TMC Standards Arkiveret 21. april 2003 hos  Wayback Machine
- (Bladr et lille stykke ned): ADS Announces World's Most Complete RDS/RBDS/MBS Decoder Chip (RDX-1187c) Arkiveret 8. april 2003 hos  Wayback Machine
- RDS-TMC Decoder Arkiveret 25. april 2003 hos  Wayback Machine
- RDS: "The Radio Data System", "The Broadcasters Guide to RDS" Arkiveret 2. april 2003 hos  Wayback Machine
- RDS Features Serving as Tuning Aids Arkiveret 31. marts 2010 hos  Wayback Machine

### Teknisk
- 68hc11 based RDS decoder, Alternativ adresse Arkiveret 29. juli 2003 hos  Wayback Machine
- Carsten Groß: My RDS decoder and homemade computer
- (16F84 baseret) Hollies RDS decoder Arkiveret 20. juli 2003 hos  Wayback Machine
- PI CODES DBASE Arkiveret 2. maj 2003 hos  Wayback Machine
- FM MEDIA PLAZA Arkiveret 22. april 2003 hos  Wayback Machine
- European FM Handbook 2002-2003, The Directory of European FM Broadcasting! Arkiveret 24. april 2003 hos  Wayback Machine
- DX and Radio Groups på Curlie (som bygger videre på Open Directory Project)
- RDS adresser